# FlyLal
A FlyLal (também conhecida por Lithuanian Airlines e LAL), é a companhia aérea nacional da Lituânia, baseada em Vilnius. Opera voos domésticos e internacionais, regulares. O seu hub fica no Aeroporto Internacional de Vilnius

## História
A FlyLal foi fundada em 20 de Setembro de 1938, começando a operar em 29 de Setembro do mesmo ano. Iniciou a sua actividade com a designação "Lietuvos oro linijos" (Lithuanian Air Lines), transportando passageiros em duas aeronaves Percival Q-6. As suas rotas inicias eram entre Kaunas e Palanga e Riga. Em 1940, a Lituânia foi ocupava pela União Soviética e todos os voos passaram a ser operados por um ramo da Aeroflot.
A companhia aérea foi reorganizada e renomeada passando a chamar-se de "Lietuvos avialinijos" em 20 de Setembro de 1991, pouco depois do da sua independência da União Soviética. A sua nova estrutura teve por base a frota da Aeroflot estacionada em Vilnius. Entre 1991 e 1993, expandiu a sua oferta, passando a operar para destinos da Europa Ocidental. Entretanto, a sua frota foi sendo progressivamente substituída por aeronaves daquela região. 
Na sua evolução até à data actual, um dos principais mentores da FlyLal, foi Tony Ryan (presidente da Ryanair e da empresa de leasing Guinness Peat Aviation-GPA). Logo após a independência, um Boeing 737-200 aterrou no Aeroporto internacional de Vilnius, sendo entusiásticamente recebido pela população, que o cobriu com a bandeira da Lituânia e escreveu Lithuanian Airlines. Tony Ryan participou na primeira campanha de marketing, nas capitais dos Estados Bálticos, com o Boeing 737-200; foi registado como LY-GPA, mostrando que o avião era alugado à GPA.
Após algumas dificuldades financeiras e operacionais, em 2005 a companhia aérea foi privatizada e adquirida pela "LAL Investiciju Valdymas", que alterou o nome para "FlyLAL - Lithuanian Airlines". É totalmente detida pelo "FlyLAL Group" e possui 542 funcionários (Março de 2007).
Em Fevereiro de 2007, a FlyLal foi reconhecida como a companhia aérea mais pontual no Aeroporto de Gatwick, em Londres, num conjunto de 38 concorrentes.
Em 2008, a FlyLal criou a sua própria operadora de voos charter, “FlyLAL Charters”.

## Destinos
A Fly Lal voa para a Europa e Comunidade dos Estados Independentes.

## Frota

### Actual
(2008)
- 3 Boeing 737-300
- 5 Boeing 737-500
- 2 Boeing 757-200
- 4 Saab 2000

### Anterior
- Antonov An-24B, An-26B
- ATR-42-300
- Boeing 737-2Q8/Adv, 737-2T2/Adv
- Saab 340B
- Tupolev Tu-134
- Yakovlev Yak-40, Yak-42/42D